# Alcelaphus lichtensteinii
Espèce
Synonymes
- Sigmoceros lichtensteinii Peters, 1849
- Bubalis lichtensteinii
- Alcelaphus buselaphus lichtensteinii

Le bubale de Lichtenstein (Alcelaphus lichtensteinii, anciennement Sigmoceros lichtensteinii) est une antilope d'Afrique centrale. Elle appartient à la tribu des Alcelaphini.
Elle a été nommée en l'honneur du zoologiste Martin Lichtenstein.
Les études de phylogénie moléculaire dénoncent la pertinence d'attribuer un genre distinct (Sigmoceros) au bubale de Lichtenstein.